# Plac Rodła w Szczecinie
Plac Rodła – jeden z głównych węzłów komunikacyjnych w Szczecinie. Położony w dzielnicy Śródmieście, na terenie osiedla Centrum. Przez plac prowadzą al. Wyzwolenia i ul. Marszałka Józefa Piłsudskiego.

## Historia

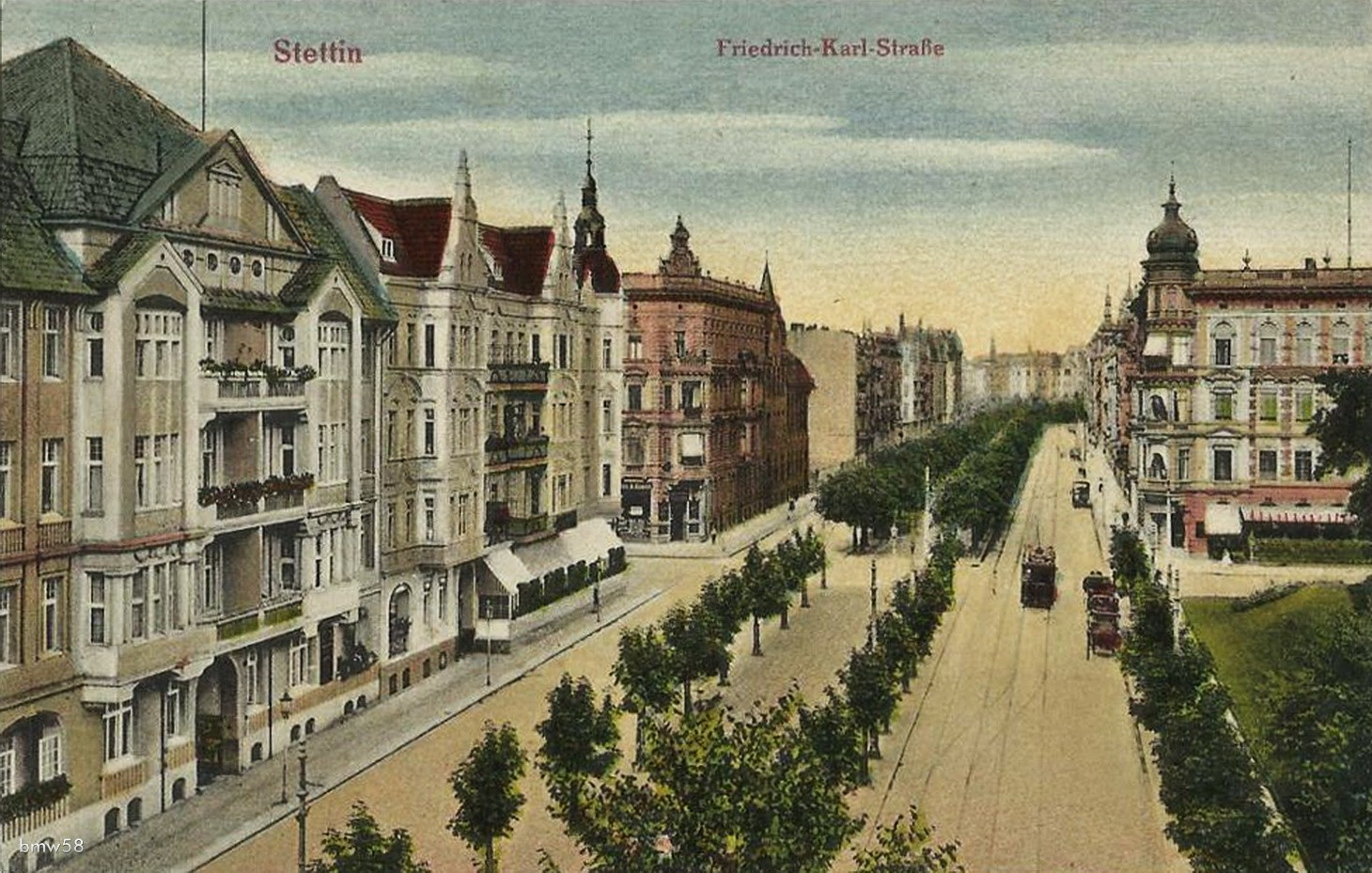
Schmuckplatz (teren dzisiejszego placu Rodła)

Przed II wojną światową w miejscu dzisiejszego placu zbiegały się trzy ówczesne ulice (Friedrich-Karl-Straße, Moltke Straße, Pölitzer Straße) w wyniku działań wojennych obszar ten został silnie zbombardowany a zabudowa ulic została zniszczona, skutkiem czego po 1945 r. powstał wolny obszar. Tereny te częściowo zagospodarowano ok. 1976 r. i wtedy też powstał pl. Rodła.
Budynki stojące obecnie przy placu: kompleks Pazim (od 1992 – budynek PŻM i hotel Radisson Blu) i ZUS w Szczecinie (od 1992).

## Komunikacja
W stałej organizacji ruchu przez plac Rodła kursują autobusy miejskie linii 58, 59, 68, 70, 86, 90 oraz 101, 107 do Polic, a także pośpieszne A, B i C na Prawobrzeże. Przez plac Rodła kursują tramwaje linii 1, 2, 3, 5, 10, 11 i 12.
3 września 2012 roku Plac Rodła stał się także przystankiem końcowym dla linii tramwajowej 10. Tramwaj odjeżdżając z placu Rodła (peron linii 2 oraz 3 w kierunku Kołłątaja) skręcał w prawo i jechał następującą trasą: Piłsudskiego – Matejki – plac Hołdu Pruskiego – plac Żołnierza Polskiego – Niepodległości i dalej przez Krzywoustego aż do pętli Gumieńce.

## Zdjęcia

Plac Rodła w Szczecinie
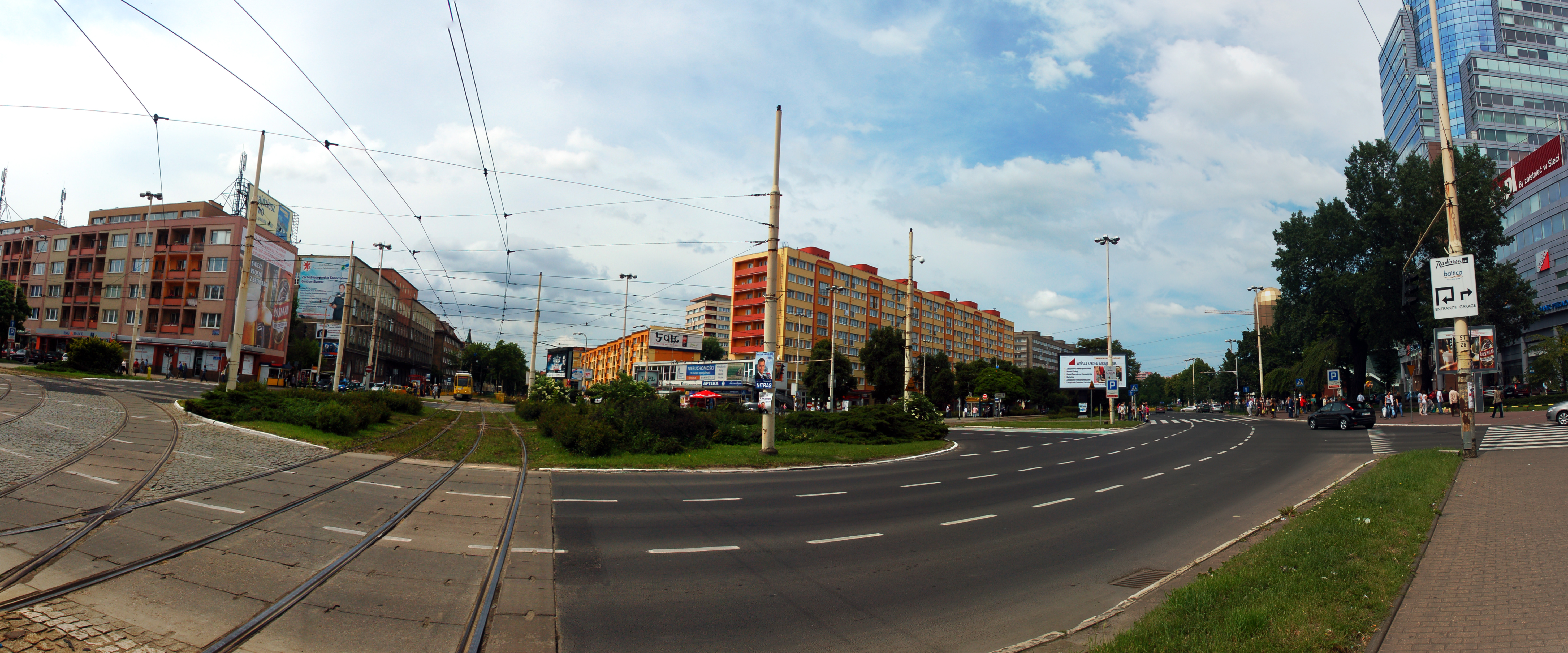
Część środkowa placu
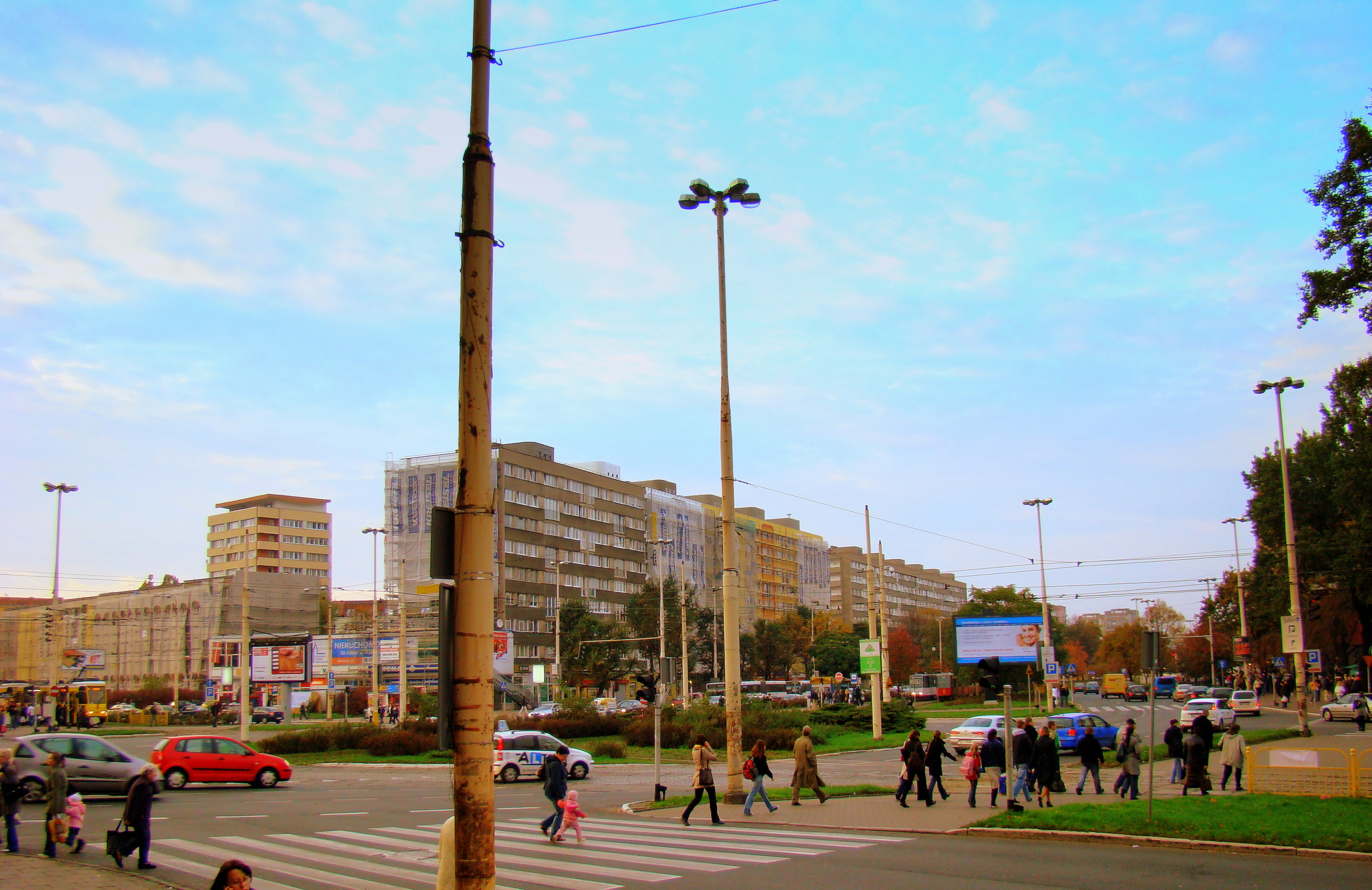
Widok w kierunku al. Wyzwolenia, 2008 r.
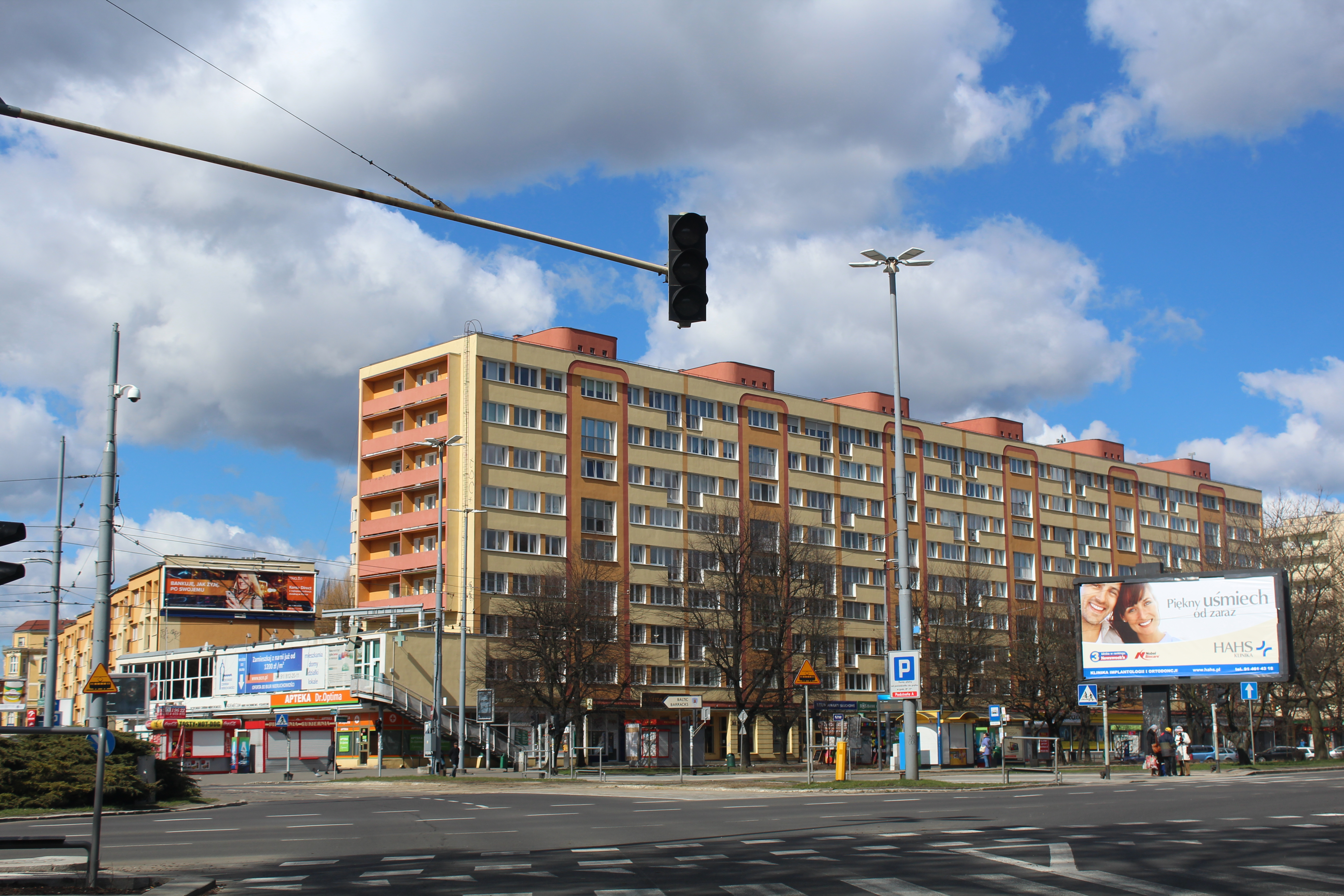
Widok w kierunku al. Wyzwolenia, 2015 r.
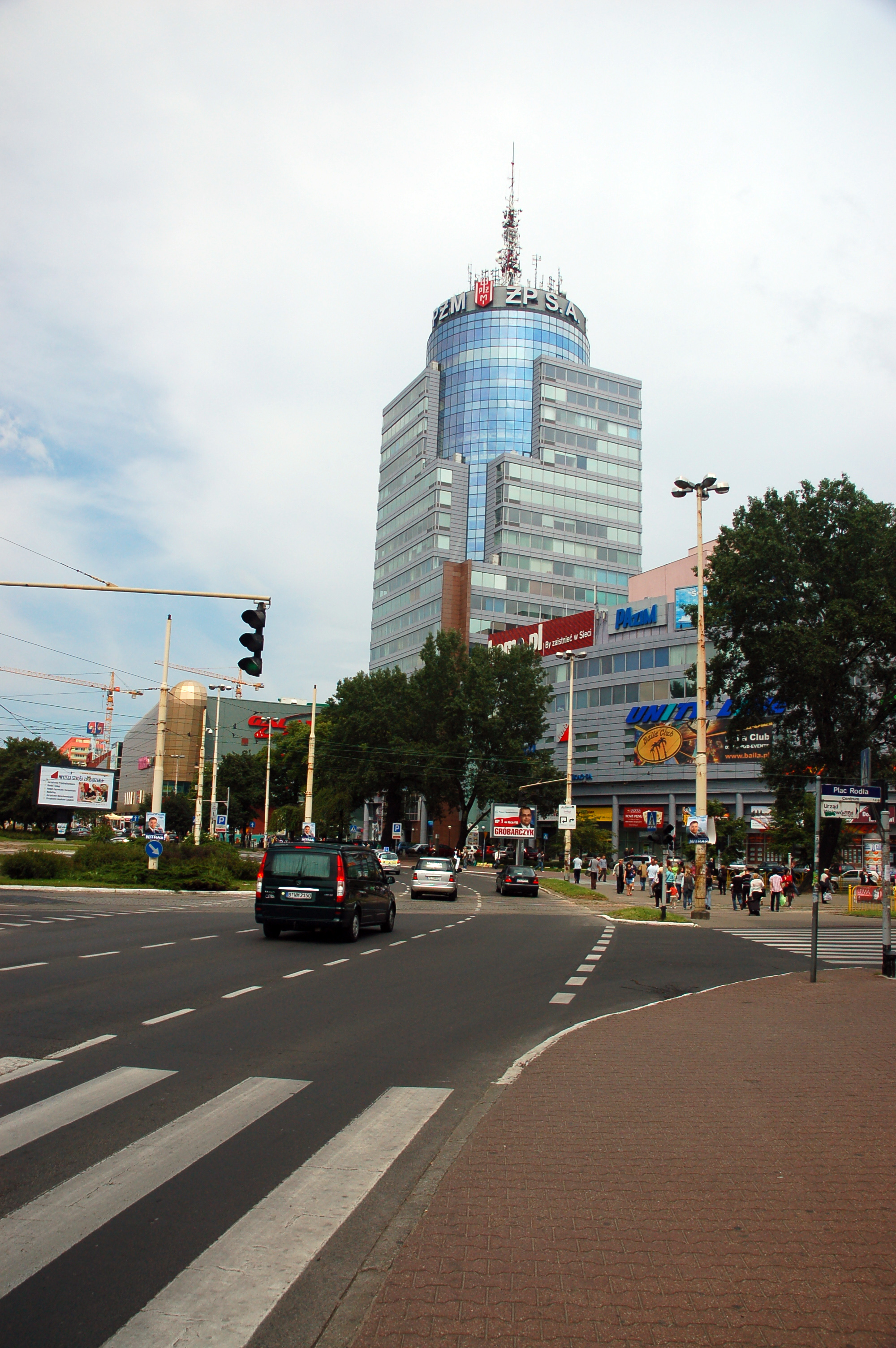
Widok w kierunku "Pazimu"
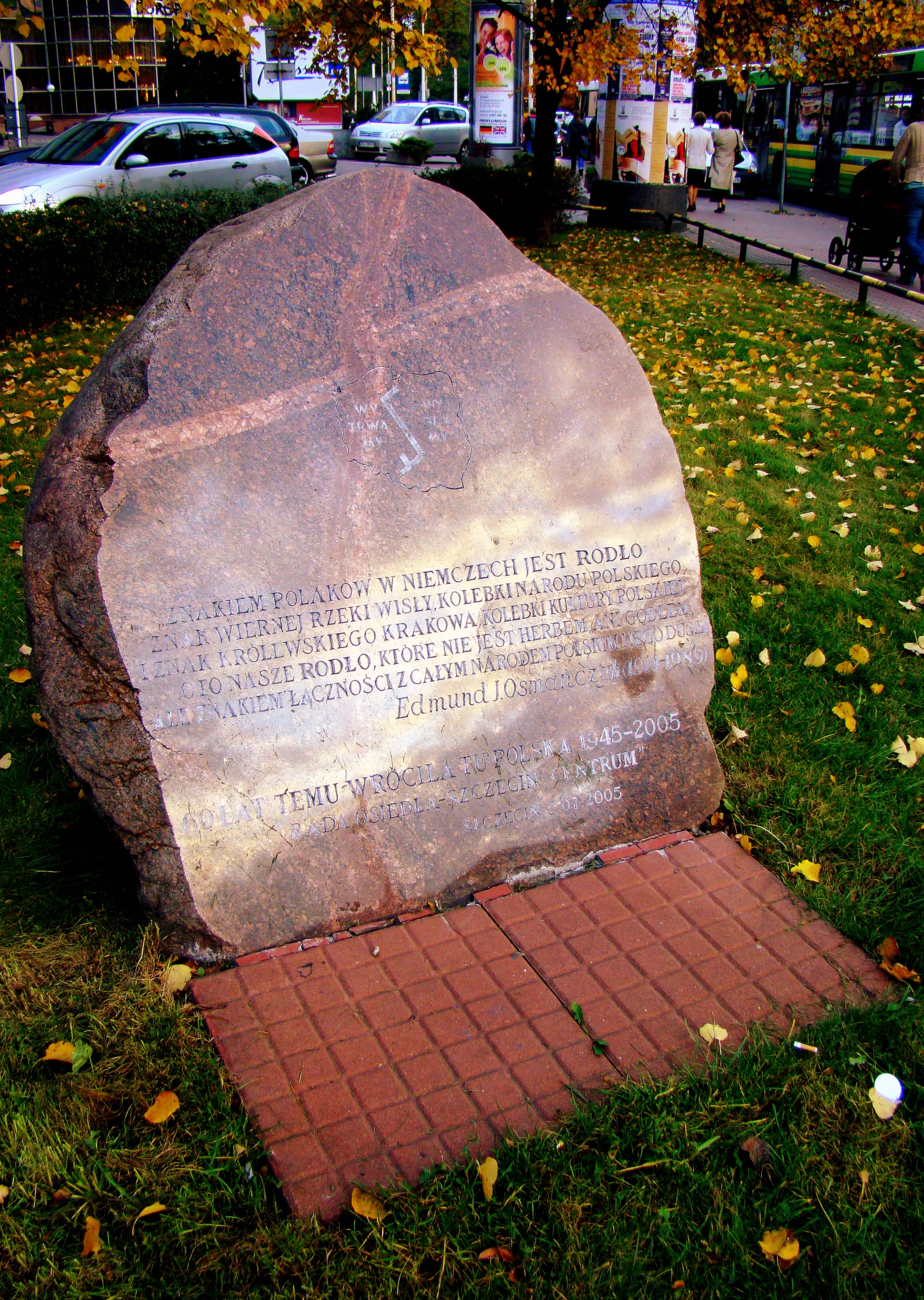
Kamień pamiątkowy na Pl. Rodła
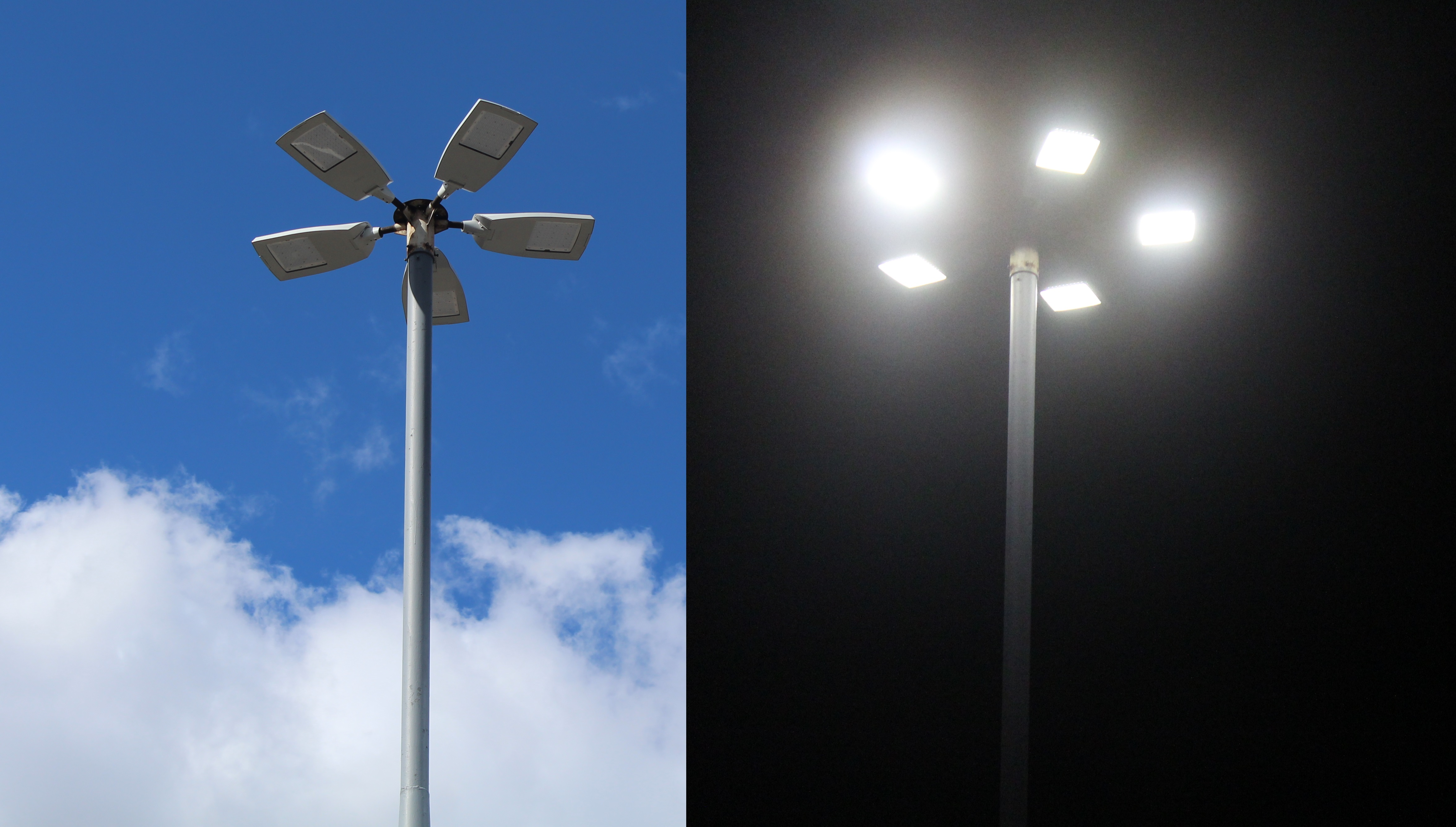
Nowoczesne lampy LED zamontowane na placu w 2015 roku